# Elmārs Zemgalis
Elmārs Zemgalis est un joueur d'échecs et un professeur de mathématiques letton, puis américain, né le 9 septembre 1923 à Riga et mort le 8 décembre 2014 aux États-Unis. Il reçut le titre de grand maître international honoraire de la Fédération internationale des échecs en 2003 pour ses résultats dans les tournois en Allemagne de 1946 à 1949.

## Biographie et carrière
Elmārs Zemgalis est né en Lettonie en 1923. Lorsque l'URSS envahit la Lettonie pendant la Seconde Guerre mondiale, il s'enfuit en Allemagne.
En 1946, il finit deuxième du tournoi d'Augsbourg (septembre-octobre 1946) derrière Wolfgang Unzicker et devant Friedrich Sämisch et deuxième du tournoi mémorial Klaus Junge derrière Fedor Bogatyrtchouk et devant Wolfgang Unzicker.
En septembre-octobre 1947, il fut deuxième du tournoi mémorial Hermann Mattison à Hanau devant Efim Bogoljubov. En 1948, il remporta le tournoi d'Esslingen.
Son plus grand succès fut la victoire en 1949 dans le tournoi international de Oldenbourg, ex æquo avec Efim Bogoljubov, devant Nicolas Rossolimo, Wolfgang Unzicker, Albéric O'Kelly, Ludwig Rellstab et Robert Wade. Zemgalis marqua 12 points sur 17 sans perdre une partie (sept victoires et dix parties nulles).
En 1951, Zemgalis émigra aux États-Unis et s'installa à Seattle où il fut le meilleur joueur pendant cinquante ans. Il devint professeur de mathématiques.